# Nature Immunology
Nature Immunology est une revue scientifique britannique spécialisée dans tous les aspects relatifs à la recherche en immunologie. Nature Immunology est une revue de très haut niveau publiée en anglais une fois par mois depuis juillet 2000.

## Historique
En 2014, son facteur d'impact de 20,004 la place dans le trio de tête des journaux de la spécialité.